# Carl G. Künzel
Carl G. Künzel (* 8. Juli 1906 in Schwarzenbach an der Saale; † nach 1968) war ein deutscher Unternehmer.

## Leben
Künzel besuchte das Humanistische Gymnasium, zunächst ohne Abschluss, und absolvierte nach praktischer Arbeit als Steinmetz und Schleifer die Anhaltische Bauschule in Zerbst. Nach dem dortigen Abschluss studierte er an der Handelshochschule Leipzig Wirtschaftswissenschaften, holte während des Studiums das Abitur nach und promovierte nach der kaufmännischen Diplom-Prüfung zum Dr. rer. oec. 1932 trat er in die Granit-Werke Künzel & Schedler GmbH in Schwarzenbach ein, deren Leitung er 1940 übernahm.
Schon bald nach seinem Eintritt in das Unternehmen wandte er sich auch der Arbeit in Verbänden und Fachgremien zu. Er war Vorsitzender der Gruppe Bayern des Verbandes Deutscher Granitwerke und nach dem Zweiten Weltkrieg Vorsitzender des Verbandes der Granitindustrie e. V., dem fast alle Schleifereibetriebe des Bundesrepublik sowie alle Granit-Werksteinbetriebe des Fichtelgebirges und des Odenwalds angehörten. Künzel leitete außerdem die Abteilung Granitwerksteinindustrie des Bayerischen Industrieverbandes Steine und Erden in München. Er war Vorstandsmitglied des Deutschen Naturwerkstein-Verbandes und Mitglied des Hauptausschusses der Arbeitsgemeinschaft Steine und Erden.

## Veröffentlichungen
- Carl Georg Künzel: Die deutsche Granitwirtschaft in der Nachkriegszeit, Leipzig 1937 (Dissertation 1936)